# ブライアン・ベネット

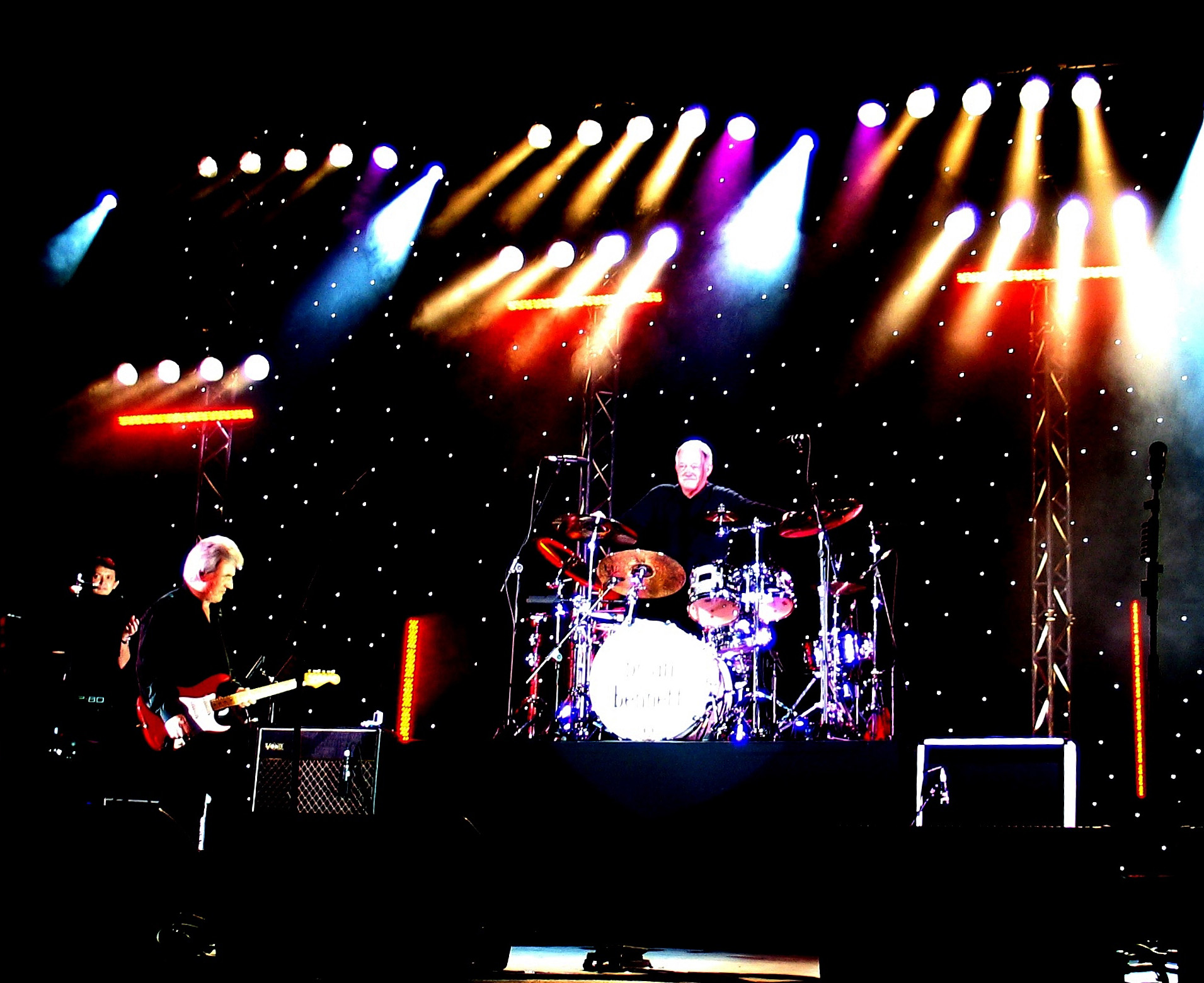
ブライアン・ベネット、ブルース・ウェルチ、ウォーレン・ベネット（2005年、ブリュッセルでのコンサート）

ブライアン・ローレンス・ベネット（Brian Laurence Bennett OBE, 1940年2月9日 - ）は、イギリスのミュージシャン、作曲家。1950年代から活躍するロック (音楽)・バンド、シャドウズのドラマーとして特に著名であるほか、作曲家として映画、テレビ音楽を多数手がける。

## キャリア
16歳の時、ラムズゲートのスキッフルグループで演奏するためにハイスクールを中退する。ロンドンに戻った後は、ソーホーの2iコーヒー・バー専属のドラマーとなった。またジャック・グッドの人気テレビシリーズ「オー・ボーイ！」(Oh Boy!) のレギュラーも務めた。
1959年にマーティ・ワイルドのワイルドキャッツのメンバーとなる。トミー・スティールのバックなどを務めた後、1961年10月にトニー・ミーハンの後任としてクリフ・リチャード&ザ・シャドウズに加入。
- シャドウズの項も参照

シャドウズのメンバーとして活躍する傍ら、1967年には初のソロ・アルバム Change Of Direction をリリース。これはジャズの名曲を中心に選曲したもので、モノラル、ステレオ両方のバージョンを用意したが、チャートには入れなかった。
また、映画音楽やテレビ番組用の音楽を中心とした作曲も多数手がけたほか、クリフ・リチャードのバックバンドにも参加し、ピアノやビブラフォンなどを演奏した。
彼はオーケストラ指揮者でもあり、通信教育で指揮と編曲を学んだ。
2004年には音楽界に対する貢献を認められ、で大英帝国勲章（OBE）を授与された。
2009年11月、69歳の時にクリフ・リチャード&ザ・シャドウズとの50周年記念再結成ワールド・ツアーに参加した。

## その他
息子ウォーレン・ベネット (Warren Bennett) も作曲家であり、数多くのサウンドトラックなどを手掛けるキーボーディストである。

## ディスコグラフィ
アルバム
- Brian Bennett - Change of Direction - LP/CD - Columbia/see4Miles
- Brian Bennett - Illustrated London Noise - LP/CD - Columbia/see4Miles
- Collage - Misty - - LP/CD - DJM/see4Miles.
- Brian Bennett Band - Rock Dreams  - LP/CD - DJM/see4Miles.
- Brian Bennett Band - Voyage - LP/CD - DJM/see4Miles.
- Heat Exchange - One step ahead - LP/CD - EMI/see4Miles.
- Ruth Rendell Mysteries - LP/CD.
- Ruth Rendell Mysteries (volume.2) - LP/CD.
- Ruth Rendell Mysteries (Wexford) - LP/CD.
- Drumtrax ( house library. ) - CD.
- Nomads of the wind - CD.
- Global sunrise - CD.
- The Works - (Box set of 4CDs).
- Greatest Guitar hits (volume 1) - CD.
- Greatest Guitar hits (volume 2) - CD.
- Living Britain - CD.
- Official Bootleg album - CD.

シングル
- Canvas/Slippery Jim De Grize - 7" - DB 8294 - Columbia.
- Ridin The Gravy Train/Bubble Drum (Thunder company) - 7" - DB 8706
- Chase side shoot up/Pegasus - 7" - 6007040
- Thunderbolt/Clearing skies - 7" - DJS10714
- Saturday night special/Farewell to a friend - 7" - DJS10756
- Girls back home/Jonty Jump - 7" - DJS10791
- Pendulum force/Ocean Glide - 7" - DJS10843
- Top of the world/ Soul Ice - 7" - DJM10981
- Shake down/Your gonna love this - 7" - EMI 2988
- Shake down/Your Gonna Love this - 12" - 12EMI2988